# Вельш-спрингер-спаниель
Вельш-спрингер-спаниель (англ. welsh springer spaniel) — порода уэльских охотничьих собак из группы спаниелей.

## История породы

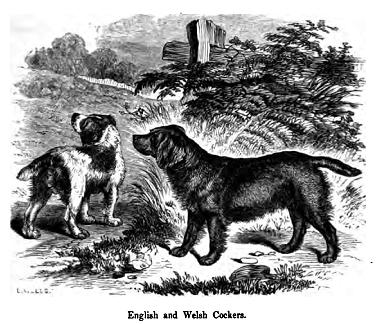
Изображение английских и валлийских кокеров, опубликованное в 1859 году.

Вельш-спрингер-спаниели похожи на английского спрингер-спаниеля и ранее часто упоминались под названиями валлийский спаниель и валлийский кокер-спаниель. Они были относительно неизвестны, пока ряд побед в соревнованиях не подняли популярность породы. Породу официально признали в 1902 году и она получила современное название вельш-спрингер-спаниеля. Окрас породы может быть в единственной цветовой комбинации белого с красными полями. Добродушные и ласковые, они могут очень привязаться к членам семьи и опасаться незнакомцев. Это рабочая собака, выведенная для охоты, встречается реже, чем более известный английский спрингер-спаниель, с которым их иногда путают.
Точную дату происхождения вельш-спрингер-спаниеля не возможно установить, однако собаки, напоминающие эту породу с ее отличительным красно-белым окрасом, часто изображаются на старых картинах и гравюрах. Этот тип собак был известен как «Land Spaniel», и считается, что он похож на современного уэльского спрингера. Джон Кай написал в 1570 году: «Спаниели, чьи шкуры белые, и если они отмечены пятнами, они обычно красные». Считается, что эти спаниели могли попасть в долины Уэльса, где местным спортсменам и охотникам удалось сохранить их в чистом виде.
Когда-то порода называлась вельш-стартер (Welsh Starter) и использовался для весенних игр, изначально для охотников, использующих соколов. Традиционный красно-белый окрас уэльского спрингера был когда-то также обнаружен у английских собак, но к началу 20-го века считалось, что такие собаки «давно вымерли».

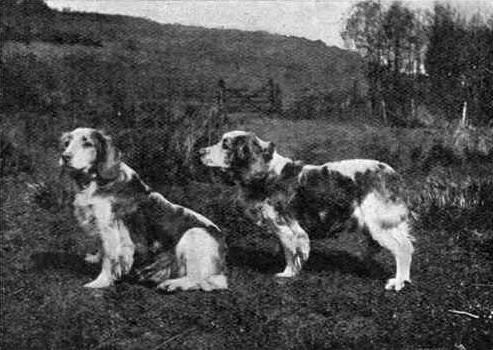
Ч. Коррин, выставочная собака, принадлежащая мистеру А. Т. Уильямсу, сфотографирована в двух позах в 1903 году.

Вельш-спрингер-спаниель когда-то назывался вельш (уэльским) спаниелем, а также в какой-то момент был включен в племенную книгу Кеннел Клуба (Kennel Club) (Великобритания) как кокер-спаниель и был известен как вельш-кокер. В XIX веке было несколько различных разновидностей кокер-спаниеля, включая английский, уэльский и девонширский, поскольку этот термин использовался для описания размера собаки, а не породы. Вельш-спрингер был относительно неизвестен в XIX веке, но ситуация изменилась в 1900 году, когда г-н А. Т. Уильямс из Ynis-y-Gerwn выиграл на соревнованиях Sporting Spaniel Club. Они проводились в собственном поместье мистера Уильямса, и поначалу считалось, что команда его собак победила восемь известных команд из-за домашнего преимущества. Но это утверждение опровергли, когда собаки из того же питомника побеждали несколько лет по всей Великобритании. Его собака-чемпион на выставках породы, Коррин был первым вельш-спрингер-спаниелем, которого сфотографировали.
Уэльский спрингер был признан Кеннел Клубом после того, как порода приобрела популярность, в 1902 году под новым названием: вельш-спрингер-спаниель. До тех пор породу показывали вместе с английским спрингер-спаниелем . Уэльский спрингер-спаниель был перевезен в Америку в конце XIX века и получил признание Американского Кеннел Клуба в 1906 году.
Первая мировая война создала проблемы для породы в Великобритании, и когда война закончилась, оказалось, что нет собак с родословными. Породу в 1920-х и 1930-х годах возродили из оставшихся незарегистрированных собак, и именно они сформировали современных вельш-спринген-спаниэлей. породу. Заводчики в 1920-х и 1930-х годах развили этих собак в тип уэльского спрингер-спаниеля, который сохранился до наших дней. Вельш-спрингер-спаниель клуб в Великобритании был создан в 1923 году, но во время воздушного налета случившегося во Второй мировой войны, все записи, содержащиеся в породном клубе, были уничтожены.
В 2000 году The Kennel Club зарегистрировал 424 вельш-спрингер-спаниеля по сравнению с 12 599 английскими спрингер-спаниелями и 13 445 английскими кокер-спаниелями. Порода остается более популярной, чем некоторые другие породы спаниелей, в том числе кламбер-спаниель, полевой спаниель[кто?], суссекс-спаниель и ирландский водный спаниель.

## Описание
Выдержка из стандарта:
Изначально всех спаниелей разводили как одну породу, на внешность собак при разведении внимания не обращали, гораздо важнее были их рабочие качества. Некоторое время спустя спаниели были разделены на две группы: спаниели для охоты на суше и водные спаниели. По прошествии ещё какого-то времени данные группы были разделены на многочисленные породы, большая часть из которых сохранилась до настоящего времени. Общий вид. Симметричная, компактная, сильная, очень живая и подвижная собака, приспособленная к длительной и напряженной работе, требующей большой выносливости, проявляющая большой азарт и страсть в работе.
Гармоничная и плотная, сильная и веселая, очень подвижная и активная собака. Необходима дрессировка, иначе его страсть к охоте может принести массу неприятностей. Для тех, кто живёт в тесной квартире или не может брать собаку на далёкие прогулки — это не самый лучший выбор.
Морда у них прямоугольной формы и средней длины, глаза тёмные, не очень большие, ноги с длинными очёсами. Голова слегка куполообразная, с чётким переходом ото лба к морде. Уши грушевидной формы, средней длины, плотно прилегают к скулам.
Пропорциональное тело сильное и мускулистое. Шерсть прямая плотно прилегающая, шелковистая на ощупь. Окрас белый с пятнами ярко-рыжего цвета.
Высота в холке — 46—48 см, вес — 16—20 кг. Хвост низко посажен, обычно купирован.
Вельш-спрингер-спаниель — охотничья собака.